# Laboratoire souterrain de Canfranc
Le laboratoire souterrain de Canfranc ou LSC, en espagnol Laboratorio Subterráneo de Canfranc, est un laboratoire de recherche d'Espagne dont une partie des installations est située dans le tunnel ferroviaire du Somport, sous les Pyrénées, entre l'Espagne et la France. Il dépend de l'université de Saragosse.